# 提森-博内米萨博物馆
提森-博内米萨博物馆（西班牙語：Museo Thyssen-Bornemisza）是一座位于西班牙马德里的艺术博物馆，紧邻普拉多博物馆。館內收藏的藝術品來自提森-博內米薩家族於20世紀初開始的私人收藏，1992年起運至西班牙收藏展出，並於1993年由西班牙政府正式收購。
该馆是馬德里“艺术金三角”之一，其他两个是普拉多博物馆和索菲亚王后国家艺术中心博物馆。提森-博内米萨博物馆的藏品彌補了其他兩博物館的不足之處，包括14世紀至20世紀的各類畫作。

## 歷史

### 私人收藏
德國鋼鐵業者奧古斯特·提森於第一次世界大戰前開始收藏雕塑作品，包括著名法國雕塑家奧古斯特·羅丹的創作。奧古斯特的其中一子海因里希·提森，和匈牙利籍妻子結婚並繼承岳父的爵位，姓氏因此加上妻子的家族名－－博內米薩。海因里希在匈牙利進行私人藝術收藏，到了1919年，庫恩·貝拉領導的革命使他離開匈牙利，並將事業轉移至荷蘭阿姆斯特丹。在1920年代經濟環境不佳的情況下，海因里希仍持續收藏繪畫作品，並在1930年於德國慕尼黑首次展出藏品，後來又陸續收購雕塑、傢俱、織品、珠寶等各類藝術品。海因里希之後遷居瑞士盧加諾，1936年，在盧加諾住處花園內的藝廊興建完成，成為這批藝術品的展示地點，但藝廊隨後在1939年因二戰爆發中斷營運，海因里希也於1947年過世。

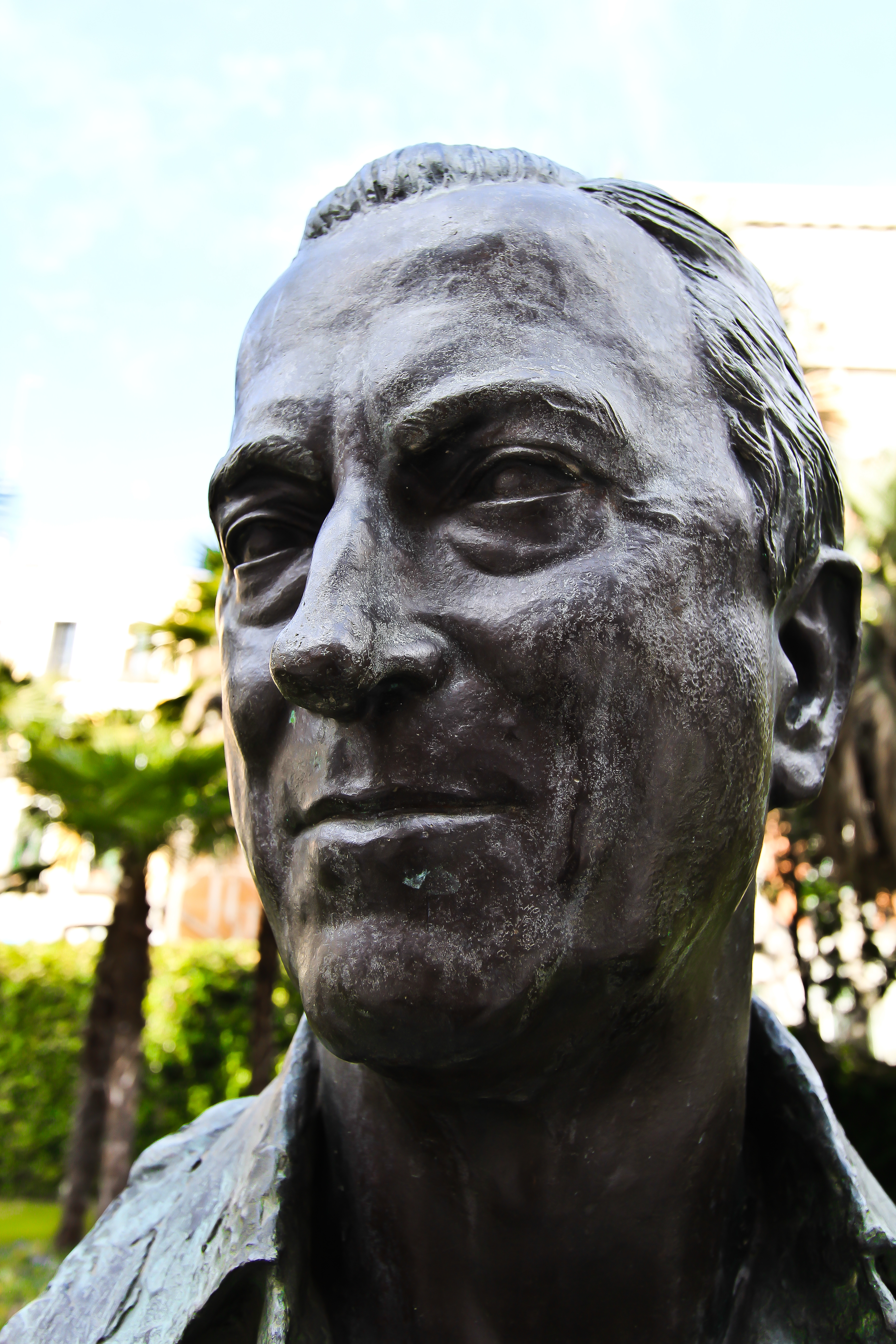
位在博物館的漢斯·海因里希·提森-博內米薩雕像

海因里希的其中一子漢斯·海因里希·提森-博內米薩在繼承父親事業後，決定延續父親收藏。漢斯購回父親遺留給家族成員的部分藏品，不但讓藝廊於1949年重新開放，同時也讓藏品巡迴各地展出。有鑒於父親過世後收藏散逸的情形，漢斯決定擴建在瑞士的藝廊來永久保存這批被稱作「提森-博內米薩藏品」的藝術品，但此計畫最後擱置。美國蓋提基金會以及英國、德國政府皆曾爭取成為新的存放地點，但藝術品最後落腳西班牙馬德里。座落於普拉多博物館和索菲亞王后國家藝術中心博物館旁，由西班牙政府提供的比利亞埃爾莫薩宮（Palacio de Villahermosa）雀屏中選。

### 收歸國有

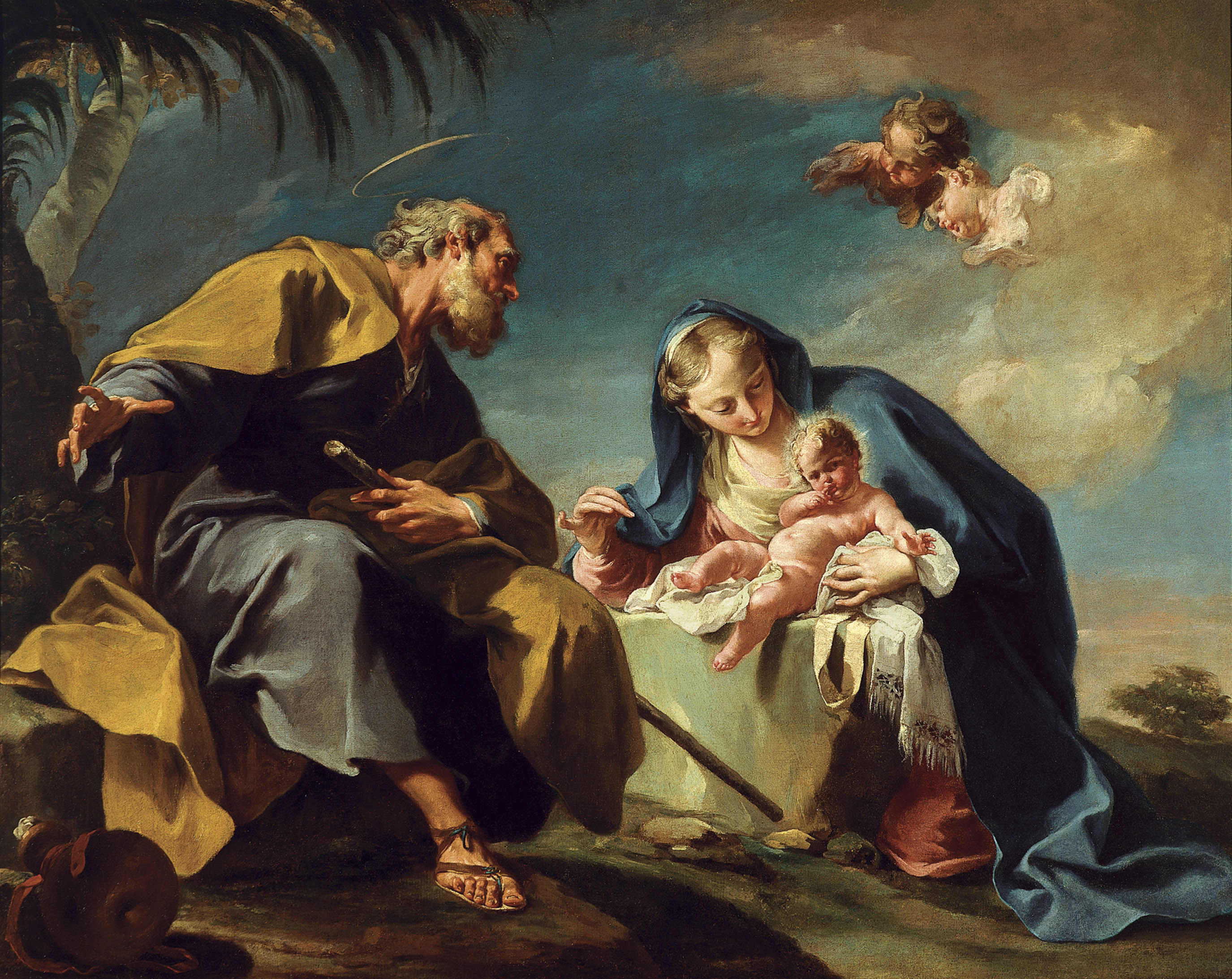
在飞往埃及的航班上休息 （Rest on the Flight into Egypt), 詹巴蒂斯塔·皮托尼 （Giambattista Pittoni), 1725-1726

16世紀時，比利亞埃爾莫薩宮現址為馬德里城市外圍區域，供農業及製造業使用。16世紀後葉至17世紀，此區域成了馬德里的宮殿所在地之一，王室的夏季離宮（Palacio del Buen Retiro）也建於現今麗池公園的範圍內。1734年，王宮（Real Alcázar de Madrid）遭大火燒毀後，在新的馬德里王宮興建期間（1734至1764年），夏季離宮更成了王室的主要居所。
比利亞埃爾莫薩宮現址則自17世紀中期起，陸續有建築物興建及產權移轉的紀錄。到了1777年，第十一世比利亞埃爾莫薩公爵買下現址所在的建築物，並在1805年開始大規模地翻修並擴建，比利亞埃爾莫薩宮的建築外觀就此留存至今。比利亞埃爾莫薩家族持續擁有建築物直至1973年，當時洛佩斯克薩達銀行買下建築作為企業總部，但銀行在1983年後倒閉，建築物便成為西班牙的國有資產。西班牙政府提供建築作為普拉多博物館展廳和各部門活動使用，在1989年政府開始商議提森-博內米薩藏品至西班牙後，便規畫成為提森-博內米薩博物館的所在地。

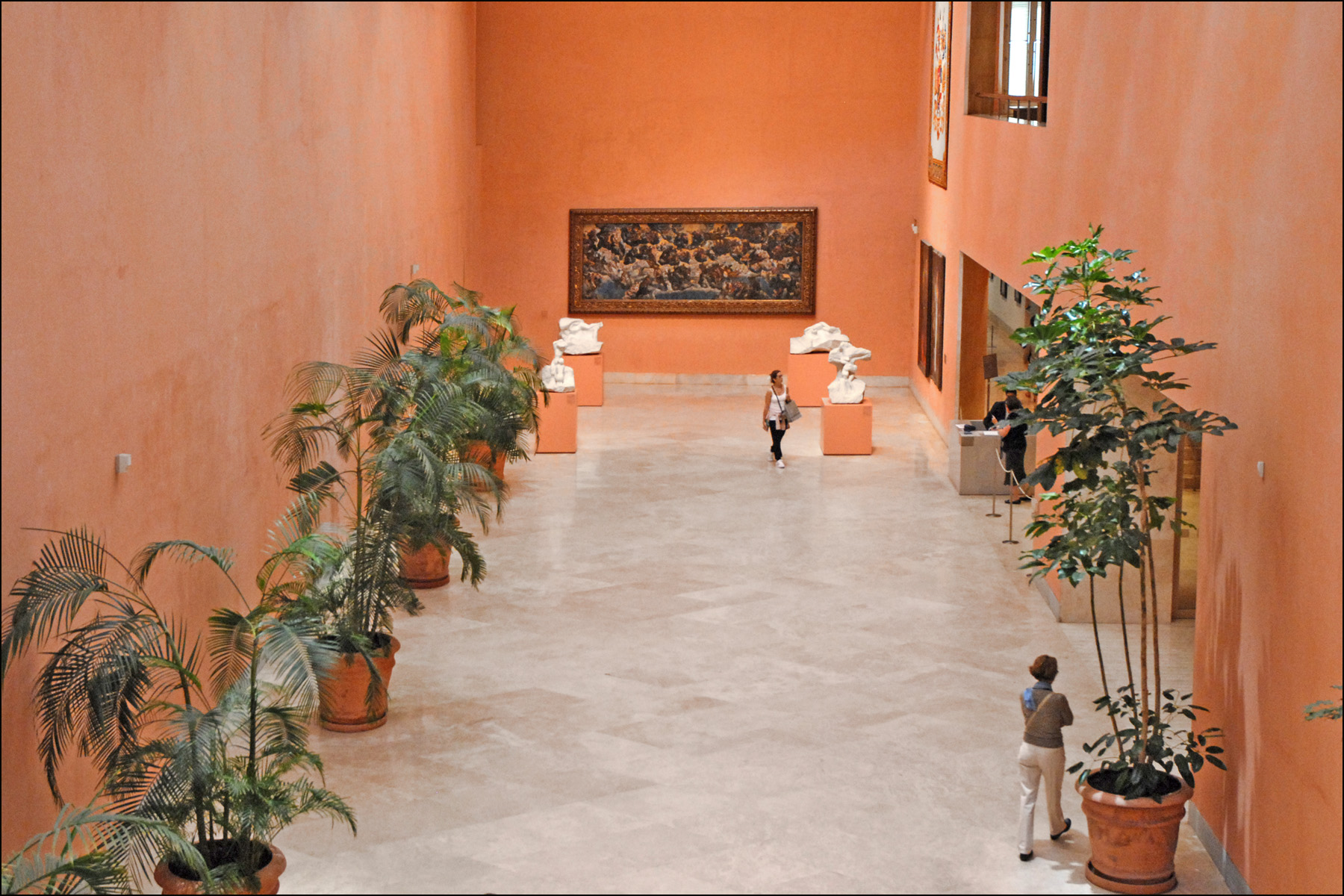
博物館大廳

1988年3月，西班牙文化部長哈維爾·索拉納確認提森-博內米薩藏品將存放於西班牙。同年4月7日，提森-博內米薩和索拉納簽定意向書，表示775件畫作將暫存西班牙，至少為期九年半。到了年底，管理藏品的信託公司和西班牙政府正式簽訂協議，明定提森-博內米薩藏品的重要作品將運至西班牙，並於馬德里比利亞埃爾莫薩宮和巴塞罗那巴德拉贝斯修道院展出，西班牙政府則必須提供比利亞埃爾莫薩宮和每年五百萬美元經費使雙方共同成立的提森-博內米薩藏品基金會順利運作。1992年5月13日，由拉斐爾·莫尼奥重新設計裝修的比利亞埃爾莫薩宮宣布完工。同年6月至7月間，超過900件藝術品運至馬德里，博物館於10月8日正式開放，並於二日後開放公眾參觀。

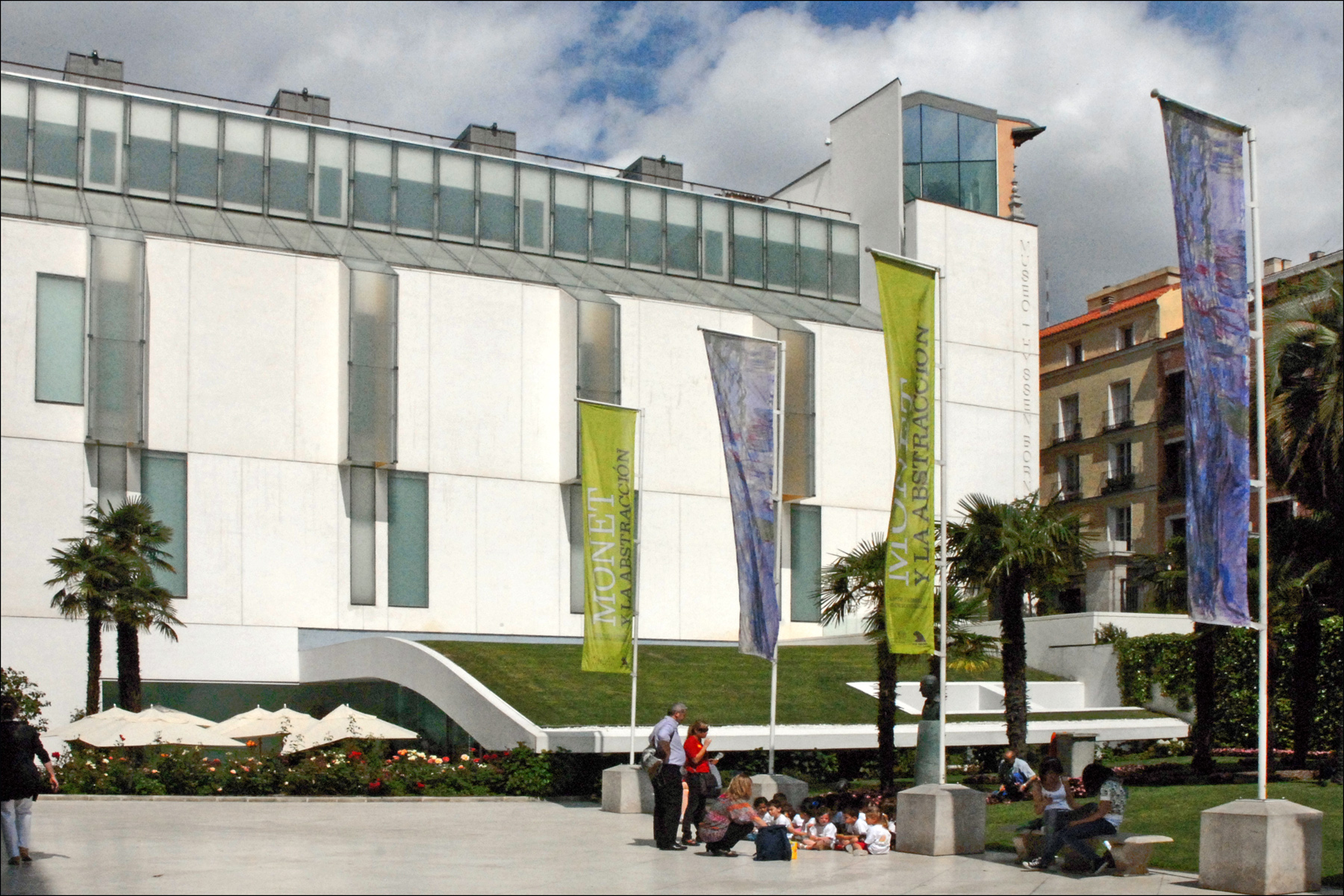
擴建的博物館建築

在比利亞埃爾莫薩宮裝修期間，西班牙政府進一步和藏品所有者商談購買這批收藏。1992年3月，雙方簽訂新的意向書，闡明藏品總價350萬美元，由西班牙政府收購後便不再轉賣。雙方最終在1993年6月18日簽訂合約，並於8月經國會通過後，775幅畫作所有權自此移交西班牙政府。西班牙政府最終以338萬美元買下此批收藏，比利亞埃爾莫薩宮也移交給提森-博內米薩藏品基金會。基金會12名成員由政府派任八位，其餘四人由提森-博內米薩家族指定，主席職務則由西班牙文化部長擔任。提森-博內米薩的妻子卡門·提森-博內米薩也持續進行藝術收藏。1999年，雙方同意讓卡門的收藏於博物館永久展出，博物館則再度裝修以擴大展廳面積。至2004年，博物館再次擁有嶄新的展覽空間和新進藏品。
由於1988年的合約確認部分藏品將運至巴塞罗那佩德拉貝斯修道院展出，巴塞罗那政府也於1989年開始投注五億比塞塔整修佩德拉貝斯修道院側翼。1993年9月23日，修道院展廳正式對外開放，更在2004年12月起，這部分藏品成為加泰羅尼亞國家藝術博物館的永久展品。